# Эбендорфер, Томас

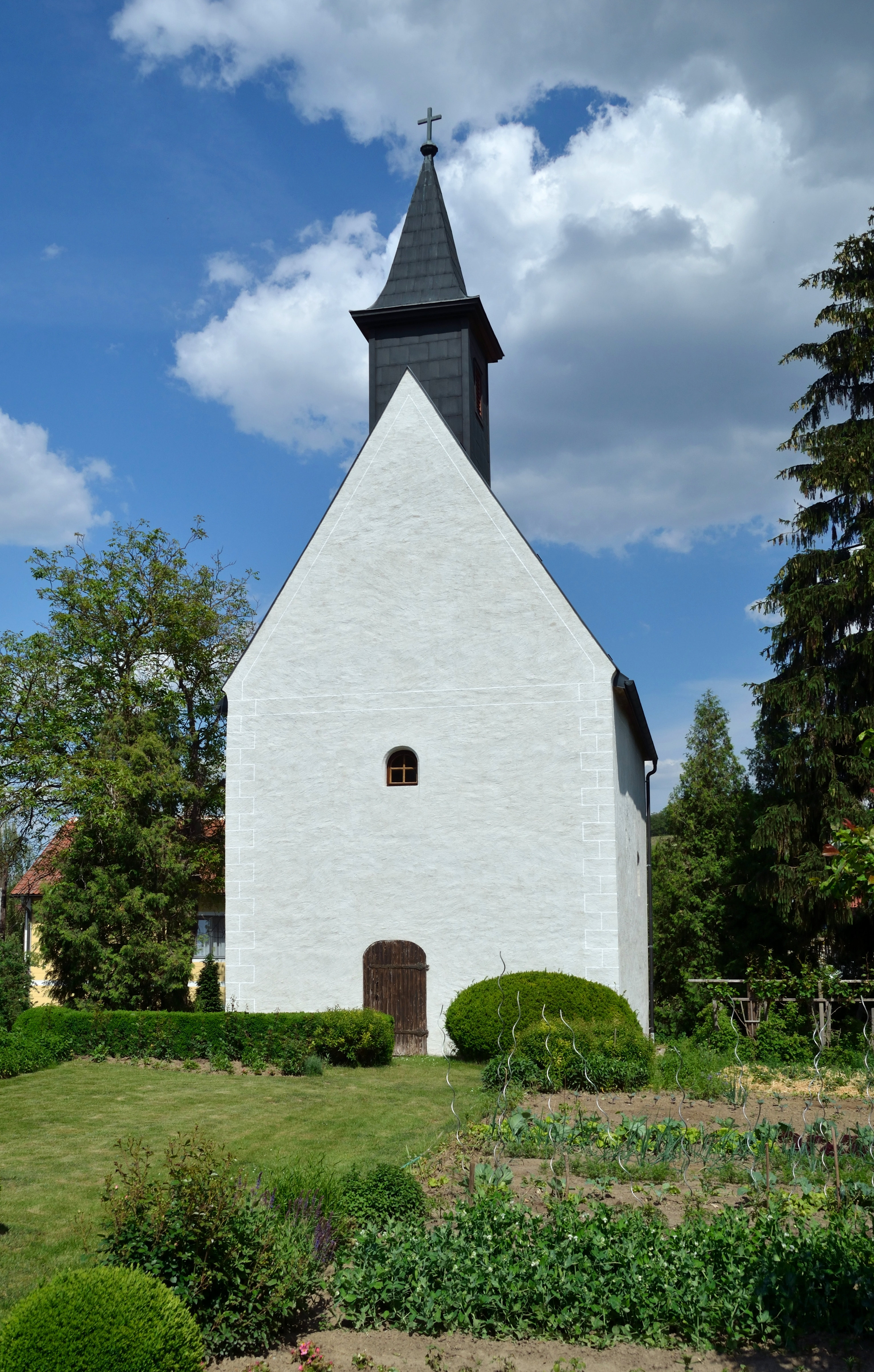
Приходская церковь Св. Лаврентия в Хазельбахе, XIV в.

Томас Эбендорфер (нем. Thomas Ebendorfer; 10 августа 1388, Хазельбах, Нидерхоллабрунн — 12 января 1464, Вена) — австрийский историк, хронист, теолог и дипломат, профессор Венского университета.

## Биография

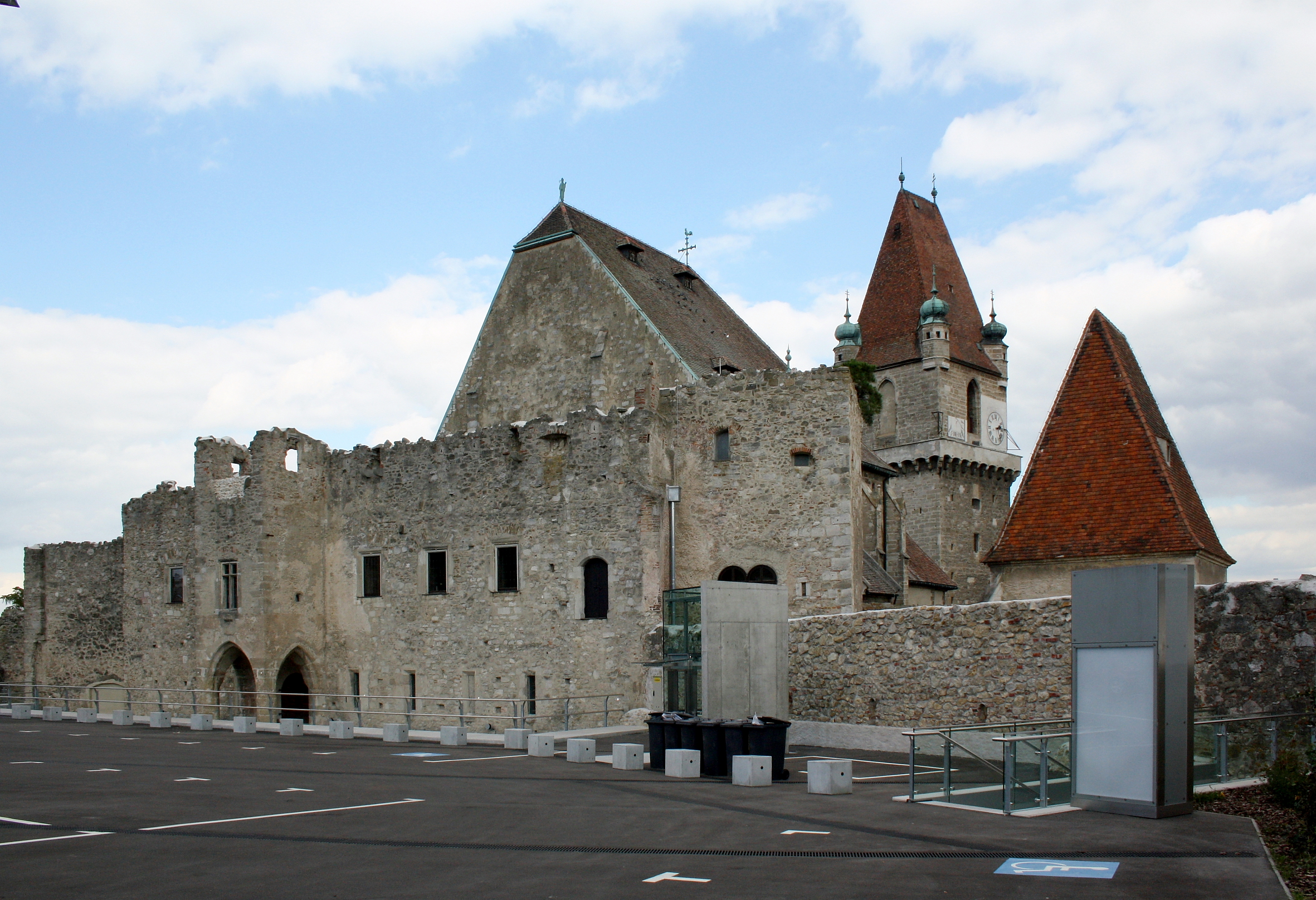
Приходская церковь Св. Августина в Перхтольдсдорфе, XIII в.

Родился 12 августа 1385 года в Хазельбахе близ Нидерхоллабрунна в округе Корнойбург в Нижней Австрии, в семье зажиточных крестьян. В возрасте 18 лет встречался там с австрийским герцогом Альбрехтом IV, возвращавшимся смертельно больным в Вену после осады замка Йоста Моравского в Зноймо, сохранив в памяти его скорбные слова по поводу будущего страны.
По окончании в 1408 году церковной школы в Вене, поступил как герцогский стипендиат на факультет свободных искусств Венского университета, где в 1412 году получил степень магистра и вплоть до 1427 года читал лекции по политике Аристотеля и латинской грамматике. С 1418 года заведовал библиотекой богословского факультета, а с 1419 года учился на нём у известного теолога и проповедника Николауса фон Динкельсбюля, на похоронах которого в 1433 году произнёс сохранившуюся в записи траурную речь.

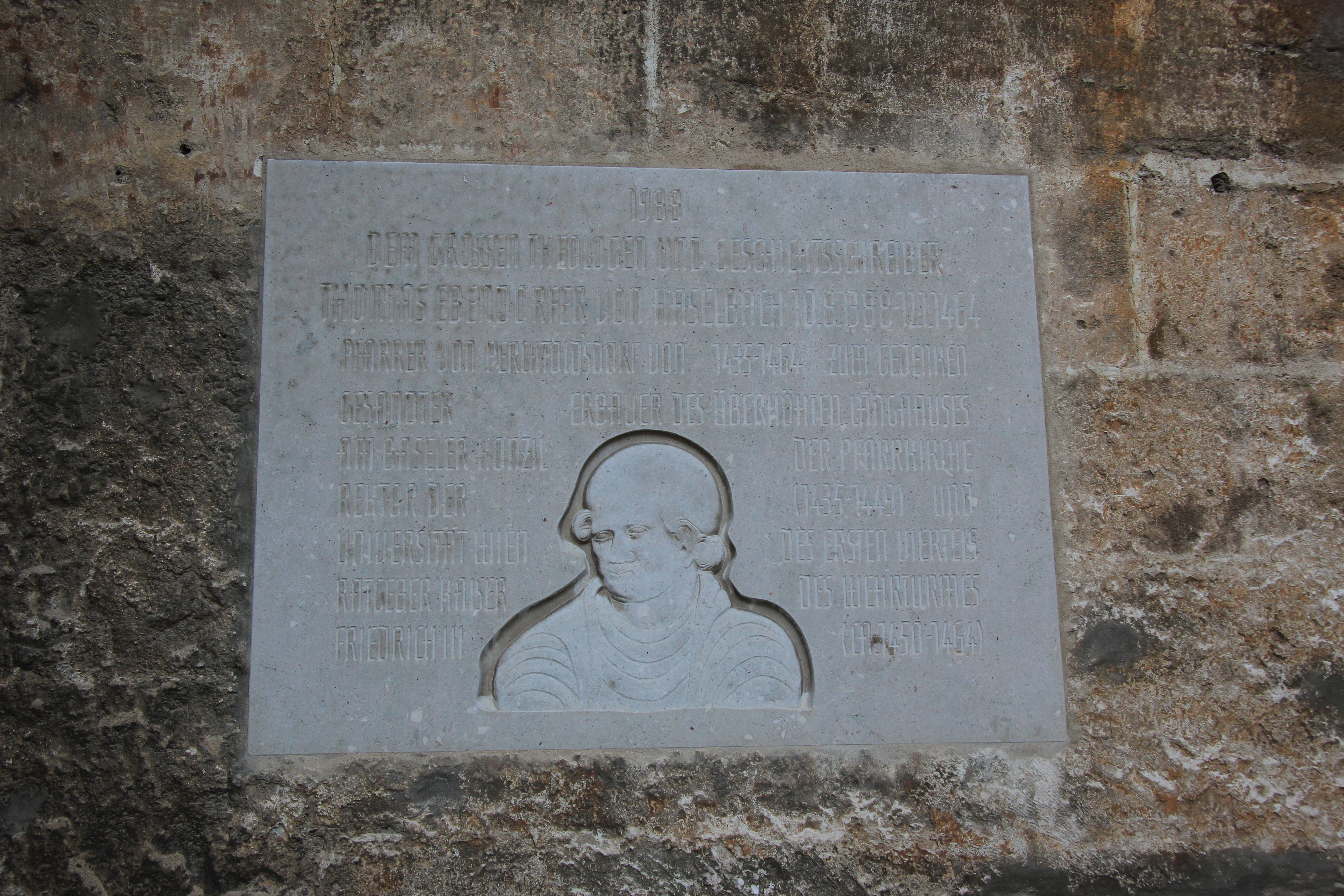
Памятная доска в честь Эбендорфера на стене приходской церкви в Перхтольдсдорфе

В 1421 году был рукоположён в священники, став также бакалавром богословия, а в 1428 году получил по нему докторскую степень. В качестве представителя Венского университета принимал участие в Базельском соборе, по поручению которого в апреле 1433 года ездил в Прагу для переговоров гуситами. Через полгода по поручению собора посетил избирательный конгресс во Франкфурте вместе с епископом Никодимом Фрайзингским, но в 1435 году был вынужден окончательно покинуть Базель из-за прекращения финансирования из Вены. C 1427 служил каноником Собора Св. Стефана в Вене, получив позже пребенду в Фалькенштайне, а в 1435 году — приход Св. Августина в Перхтольдсдорфе.
После смерти в 1439 году короля Германии Альбрехта II, стал советником нового короля Фридриха IV, являясь до 1444 года его представителем на княжеских съездах и выполняя другие его дипломатические поручения в Майнце, Франкфурте, Нюрнберге и Базеле. Но затем, из-за отстаивания перед ним прав Венского университета и нежелания подчиниться прогермански настроенному папе Евгению IV, попал к королю в опалу. Несколько раз был деканом и трижды, в 1423, 1429 и 1445 годах, ректором Венского университета. Считался признанным экспертом по гуситскому вопросу и принимал участие в различных диспутах по нему.
В 1451—1452 годах посетил в Риме нового папу Николая V, получив от него подтверждение привилегий Венского университета, чем окончательно восстановил против себя ставшего в марте 1452 года императором Священной Римской империи Фридриха, обвинившего его, в числе прочего, в симпатиях к юному сыну Альбрехта II Ладиславу Постуму (ум. 1457). Окончательно оставив государственную службу, занимался делами своих приходов и литературными трудами. Собирая материалы для своих трактатов и хроник, совершил несколько путешествий по Австрии и соседним странам, в частности, побывав на могиле чешского короля Пршемысла Отакара II в соборе Св. Вита в Праге, скопировав с неё надгробную надпись.
Во вспыхнувшей в 1462 году войне с братом императора эрцгерцогом герцогом Альбрехтом, добившимся в 1458 году титула соправителя, неудачно пытался действовать в качестве посредника. Последние годы его жизни омрачены были событиями 1462—1463 годов, когда Австрия страдала от внутренних смут и действий своего бывшего союзника — чешского короля Йиржи из Подебрад, сохранявшего у себя в стране гуситские обряды.
Умер 12 января 1464 года в Вене в возрасте 77 лет, похоронен был в приходской церкви Св. Августина в Перхтольдсдорфе, капитально перестроенной при нём и расширенной.

## Сочинения
Является автором почти 150 известных по своим названиям латинских работ, сохранившихся в нескольких десятках рукописей, большая часть из которых оставлена была согласно его  завещанию Венскому университету, откуда в XIX столетии поступила в Венскую и Баварскую королевские библиотеки. Наиболее объёмными и ценными из них являются десять трудов исторического и богословского содержания: 
- «Евангельские беседы» (лат. Sermones de evangeliisde tempore, Sermones de evangeliis de sanctis, 1426—1443)[14].
- «Трактат о переговорах посланников Базельского собора с чехами на Пражском сейме 1433 года на день Святой Троицы» (лат. Tractatus Habitus cum Boemis in generali congregacione regni Prage anno etc. XXXIIIo ... in ipsa the sanctissime trinitatis per ambasiatores sacri concilii Basiliensis), составленный по возвращении в 1436 году в Вену и содержащего критику в адрес гуситов.
- «О заблуждениях иудеев» (лат. Falsitates Judeorum), писавшийся в 1450—1460 годах, но так и не оконченный полемический трактат, содержащий традиционные для католических проповедников того времени нападки в адрес иудаизма.
- «Приветственная речь Николаю Кузанскому» (лат. Collatio pro Nicolao de Cusa), произнесённая в 1451 году от имени Венского университета в Риме перед этим выдающимся учёным кардиналом и папским легатом в Германии.
- «Хроника римских императоров» (лат. Cronica regum Romanorum) в шести книгах, заказанная в 1451 году Фридрихом III[14] к его коронации и возводящая историю императоров Священной Римской империи ко временам Ассирийской державы[15].
- «Трактат о схизмах» (лат. Tractatus de scismatibus), составлявшийся в 1451—1463 годах в качестве приложения к седьмой дополнительной книге «Хроники императоров» и охватывающий историю церковных расколов с IV века н. э. до понтификата Пия II.
- «Австрийская хроника» (лат. Chronicon Austriae), развившаяся из той же седьмой книги «Хроники императоров» и содержащая историю германских племён и австрийских земель со времён древней Трои и мифического Энея, выводимого из колена Яфетова, до 1463 года[15].
- «Каталог епископов Лорха и Пассау» (лат. Catalogus presulum Laureacensium et Pataviensium), составлявшийся с 1451 по 1462 год в качестве приложения к «Австрийской хронике»[15].
- «Иерусалимская история» (лат. Hystoria Jerusalemitana), написанная в 1454—1456 годах, обозревающая события крестовых походов с 1096 по 1221 год, и основанная преимущественно на сочинениях Роберта Реймсского, Винсента из Бове и «Итинерарии короля Ричарда» (лат. Itinerarium Regis Ricardi)[15].
- «Хроника римских понтификов» (лат. Cronica pontificum Romanorum), составленная в 1458 году и посвящённая истории Папского престола со времён апостола Петра[8].

Главное историческое сочинение Эбендорфера — «Австрийская хроника» — представляет собой чрезвычайно обстоятельное для своего времени изложение истории Австрии с древнейших времён до 1463 года. Первый том его в 1451 году преподнесён был императору Фридриху III, попросившему Томаса сделать его краткий пересказ, и далее последний работал над ним до самой своей смерти.
Томас не особенно критически относится к своим многочисленным источникам, которых исследователи насчитывают более 70. Среди них, помимо официальных документов и посланий, выделяются «Зальцбургские анналы», «Мелькские анналы», «Зерцало историческое» Винсента из Бове, «Золотая легенда» Иакова Ворагинского, хроники Сигеберта из Жамблу, Оттона Фрейзингенского, Мартина Опавского, Иоганна из Винтертура, Матиаса из Нойенбурга, Генриха фон Зельбаха, Леопольда Штайнройтера и Андреаса из Регенсбурга. На первый взгляд, хроника Эбендорфера выглядит громоздкой и некритичной в сравнении с «Историей Фридриха III» (лат. Historia Friderici) его младшего современника Энеа Сильвио Пикколомини, но выгодно отличается от неё фактологической точностью, объективностью, обилием деталей и откровенной манерой изложения, характерной скорее для дневника, чем для летописи, без какой-либо ораторской пышности и риторических оборотов.
Сохранившаяся в единственной автографической рукописи из Австрийской национальной библиотеки, хроника является главным и незаменимым источником по истории Австрии с 1404 до 1463 года, значительный интерес представляют содержащиеся в её третьей книге рассказы о Констанцском (1414—1418) и Базельском (1431—1449) соборах, подробное, хотя и тенденциозное, описание гуситских войн (1419—1434), а также сообщения о гонениях Альбрехта II на евреев в 1420 году в Эмсе и в 1421 году в Вене.
Впервые «Австрийская хроника» Эбендорфера была частично издана в 1725 году в Лейпциге Иеронимусом Пецом во втором томе «Историописателей Австрии» (лат. Scriptores rerum Austriacarum) за исключением первой и второй книг. Отчёт его о Базельском соборе впервые полностью был опубликован в 1875 году в Вене в первом томе собрания документов последнего (лат. Monumenta concilii Basileensis). Книги VI и VII «Хроники римских императоров», имеющие самостоятельную ценность как источники, были выпущены в 1894 году в Инсбруке А. Прибрамом в третьем томе «Mitteilungen des Instituts für österreichische Geschichtsforschung», а полностью её впервые опубликовал в 2003 году в Ганновере в 18-м томе новой серии «Monumenta Germaniae Historica» немецкий историк Харальд Циммерман.
Отдельные главы «Хроники римских понтификов» выпустил в 1899 году в 20-м выпуске «Mitteilungen des Instituts fur osterreichische Geschichtsforschung» А. Левинсон, полностью же её издал в 16-м томе «Monumenta Germaniae Historica» в Мюнхене тот же Циммерман. Он же в 2004 году опубликовал в Ганновере в 20-м томе этой серии «Трактат о схизмах», а в 2006-м в 21-м томе — «Иерусалимскую историю». Большая часть проповедей Эбендорфера, его комментариев к Священному писанию и богословских сочинений до сих пор остаются неопубликованными.

## Память
- В 1873 году в честь него была названа улица Эбендорферштрассе (нем. Ebendorferstraße) во Внутреннем городе Вены.
- Его имя также носит улица в городе Перхтольдсдорфе в федеральной земле Нижняя Австрия.

## Издания
- Thomae Ebendorfferi de Haselbach Chronicon Austriae // Scriptores rerum Austriacarum veteres ac genuini, edidit Hieronymus Pez. — Tomus II. — Lipsiae, 1725. — coll. 689-986.
- Thomas Ebendorfer. Chronica Austriae, herausgegeben von Alphons Lhotsky // Monumenta Germaniae Historica. — Nova series. — Tomus XIII. — Berlin; Zürich: Weidmannsche Buchhandlung, 1967. — cxx, 684 pp.
- Thomas Ebendorfer. Chronica regum Romanorum, herausgegeben von Harald Zimmermann // Monumenta Germaniae Historica. — Nova series. — Tomus XVIII. — Teil 1—2. — Hannover: Hahnsche Buchhandlung, 2003.